# ميمسي فارمر
ميمسي فارمر (بالإنجليزية: Mimsy Farmer)‏ (و. 1945  م) هي ممثلة تلفزيونية، وممثلة أفلام، ونحّاتة أمريكية، ولدت في شيكاغو.

## وصلات خارجية
- ميمسي فارمر على موقع IMDb (الإنجليزية)
- ميمسي فارمر على موقع ميتاكريتيك (الإنجليزية)
- ميمسي فارمر على موقع روتن توميتوز (الإنجليزية)
- ميمسي فارمر على موقع ألو سيني (الفرنسية)
- ميمسي فارمر على موقع أول موفي (الإنجليزية)
- ميمسي فارمر على موقع قاعدة بيانات الأفلام السويدية (السويدية)
- ميمسي فارمر على موقع إن إن دي بي (الإنجليزية)
- ميمسي فارمر على موقع قاعدة بيانات الفيلم (الإنجليزية)
- ميمسي فارمر على موقع كينوبويسك (الروسية)